# Ubangui do Norte
O Ubangui do Norte (em francês: Nord-Ubangi) é uma província da República Democrática do Congo, prevista pela Constituição de 2005. Está localizada no noroeste do país, e faz parte do território da antiga Equador. Tem 1.482.076 habitantes. Sua capital é a cidade de Gebadolite.
Devido ao rio Ubangui, que atravessa a província, foi-lhe dado seu nome.